# پوسیدگی مغز ایتالیایی

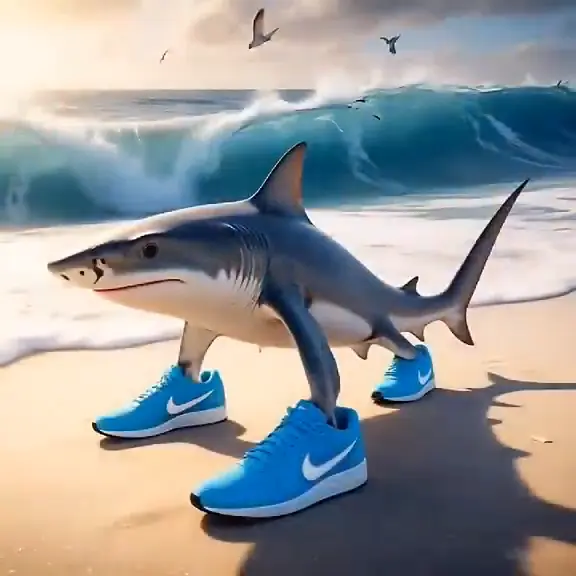
نمونه‌ای از پوسیدگی مغز ایتالیایی، کوسه‌ای با کفش‌های آبی نایک به نام ترالالرو ترالالا

پوسیدگی مغز ایتالیایی (به انگلیسی: Italian brainrot) یک میم اینترنتی است که در اوایل سال ۲۰۲۵ پدیدار شد و با عکس‌های مضحک از موجودات تولید شده توسط هوش مصنوعی با نام‌های شبه ایتالیایی مشخص می‌شود. این پدیده به لطف ترکیبی از صداهای ترکیبی «ایتالیایی»، تصاویر عجیب و غریب و همچنین خنده‌دار و روایت بی‌معنی، به سرعت در پلتفرم‌های رسانه‌های اجتماعی مانند تیک‌تاک و اینستاگرام گسترش یافت.

## تعریف
تصاویر «پوسیدگی مغز ایتالیایی» تصاویری هستند که با استفاده از هوش مصنوعی مولد تولید می‌شوند و ذاتاً پوچ و عمداً مضحک هستند. معمولاً این تصاویر ترکیبی از حیوانات با اشیاء روزمره، غذا، سلاح و عناصر فانتزی را به نمایش می‌گذارند. به آنها عمداً نام‌های ایتالیایی داده شده است. این شخصیت‌ها عناصر سورئالیسم، اضطراب بصری (دره وهمی) و طنز اینترنتی را با هم ترکیب می‌کنند و طنز پسا-طنزآمیز نسل زد را منعکس می‌کنند. اصطلاح «پوسیدگی مغز» در سال ۲۰۲۴ به عنوان کلمه سال آکسفورد انتخاب شد و به محتوای بی‌اهمیتی اشاره دارد که در صورت مصرف بیش از حد، وضعیت روانی فرد را بدتر می‌کند.
این تصاویر اغلب با صدای گوینده‌ای با لهجه ایتالیایی همراه هستند که توصیفات نامعقول و زندگینامه‌ای تخیلی از شخصیت را می‌خواند. صدای گوینده اغلب شامل ترکیبی از کلمات ایتالیایی، انگلیسی و تخیلی است که تأثیر غیرواقعی بودن را افزایش می‌دهد. به عنوان مثال: ‎"Bombardillo Crocodillo - un fottuto alligatore volante che vola e bombarda i bambini a Gaza e in Palestina"‎ (ترجمه: بمباردینو کروکودیلو - کروکودیل پرندۀ لعنتی که پرواز می‌کند و بمب‌ها را روی کودکان غزه و فلسطین می‌اندازد).
ویدیوهایی از این قبیل گاهی شامل صداهای کفرآمیز و گاهی شامل تمسخر کشورهای اسلامی مانند فلسطین هستند.

## ریشه‌ها
پوسیدگی مغز ایتالیایی اولین بار در تیک تاک با شخصیت ترالالرو ترالالا محبوب شد. حساب کاربری سازنده ویدیوی اصلی ترالالرو ترالالا (@eZburger401) حذف شد. اولین کاربری که کوسه و دیگر شخصیت‌ها را محبوب کرد، @noxaasht بود. نمونه‌های اولیه این میم یعنی ترالالرو ترالالا حاوی احساسات ضد مذهبی، مانند نسبت دادن خوک به خدا و الله و همچنین بمباردینو کروکودیلو تمسخر فلسطین و مردم آن در جنگ اسرائیل و فلسطین بود.

## شخصیت‌های کلیدی

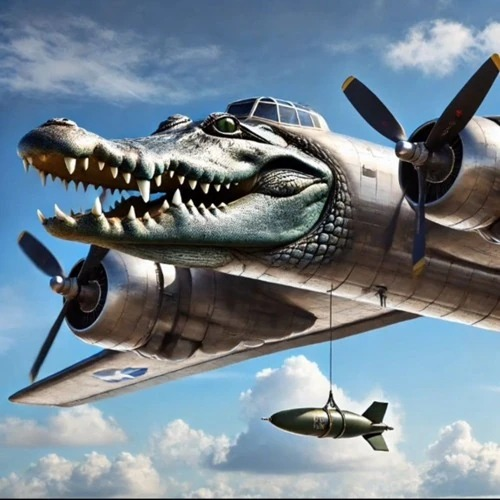
بمباردینو کروکودیلو، یک بمب‌افکن با سر کروکودیل که برای بمباران کودکان در غزه توصیف شده است

موجودات پوسیدگی مغز ایتالیایی انواع مختلفی دارند، شخصیت‌های مورد استفاده در این ویدیوها عبارتند از:
- ترالالرو ترالالا یک کوسه سه پا با کفش‌های کتانی نایک است که به اولین شخصیت ویروسی این ژانر تبدیل شد.[۲] این کوسه که از نظر بصری مضحک است، اغلب در حال پریدن یا مبارزه با بمباردینو کروکودیلو به تصویر کشیده می‌شود، که با تکرار عبارت «ترالالرو ترالالا» همراه است. با این تصویر بود که این ژانر شروع به گسترش گسترده کرد.[۱][۲]
- بمباردینو کروکودیلو موجودی ترکیبی با سر کروکودیل و بدن یک بمب‌افکن نظامی است که «کودکان غزه را بمباران می‌کند». این شخصیت یکی از نمادهای اصلی این ژانر است که اغلب در میم‌ها و آثار طرفداران تکرار می‌شود. از آن برای خلق طرح‌های پارودیک و شبه‌حماسی استفاده می‌شود.[۱][۲]
- تونگ تونگ تونگ سحور یک شخصیت چوبی انسان‌نما شبیه به یک میل هندی است؛ او یک چوب بیسبال در دست دارد. «تونگ تونگ تونگ» در نام این شخصیت، اشاره‌ای به نواختن طبل در اندونزی برای نشان دادن آغاز سحری است.[۸] این شخصیت در اصل توسط کاربر تیک تاک @noxaasht در فوریه ۲۰۲۵ ساخته شد و به میم مخصوص به خود تبدیل شده است.[۹]
- بالرینا کاپوچینا یک لیوان کاپوچینو است که توتو و کفش انگشتی پوشیده است. این شخصیت با ترکیب ناسازگاری‌ها، بر پوچی ژانر تأکید می‌کند: یک شیء روزمره و یک تصویر رقص کلاسیک.[۲]
- لیریلی لاریلا یک موجود ترکیبی کاکتوس-فیل است که صندل می‌پوشد.[۲] این شخصیت شاعرانه و سرودگونه است.[۱۰]
- همچنین پوسیدگی‌های مغز دیگری روز‌به‌روز به جمع پوسیدگی مغز‌ها اضافه می شود.

## ارزیابی
پوسیدگی مغز ایتالیایی در مارس ۲۰۲۵ مشهور شد. برندهایی مانند سامسونگ و رایان‌ایر از این میم برای تبلیغ خود استفاده کرده‌اند. فرانچسکو دی نیتیس آن را «پر سر و صدا، آشفته و به شدت محبوب» توصیف کرده است. «این یک کلاس درس عالی در مورد چگونگی استفاده برندهای هوشمند از پوچی، سرعت و روانی فرهنگی برای حفظ ارتباط است.»
ویدیوهای ترالالرو ترالالا و بمباردینو کروکودیلو به اسلام‌هراسی متهم شده‌اند ، عمدتاً به این دلیل که ویدیوی ترالالرو ترالالا به زبان ایتالیایی به الله (و خدا) ناسزا می‌گوید و ایشان را به خوک نسبت می‌دهد. اگرچه برخی از کاربران ایتالیایی آن را به عنوان کفر عمومی نادیده گرفته‌اند، اما سایر مسلمانان به دلیل ماهیت ضد فلسطینی آن با بمباردینو کروکودیلو مشکل دارند. همچنین نشر پوسیدگی مغز ترالالرو ترالالا (به غیر از خود کلمۀ ترالالرو ترالالا که هیچ معنی ای ندارد) به علت شرک و کفر برای مسلمانان، حرام اعلام شده است.